# Euxoa intrusa
Euxoa intrusa är en fjärilsart som beskrevs av Smith 1890. Euxoa intrusa ingår i släktet Euxoa och familjen nattflyn. Inga underarter finns listade i Catalogue of Life.